# Herta Mikesch
Herta Mikesch (* 7. Oktober 1960 in Ybbs an der Donau) ist eine österreichische Unternehmerin, Politikerin (ÖVP) und war zwischen 2003 und 2008 Abgeordnete zum Österreichischen Nationalrat. 

## Ausbildung und Beruf
Herta Mikesch besuchte von 1966 bis 1970 die Volksschule in Marbach und danach von 1970 bis 1975 die Hauptschule in Krummnußbaum und die Schihauptschule in Lilienfeld. Sie war am Trainingszentrum Waidhofen an der Ybbs und besuchte von 1975 bis 1978 die Handelsschule.
Herta Mikesch arbeitete zwischen 1978 und 1985 als Büroangestellte im elterlichen Betrieb. 1985 übernahm sie den elterlichen Betrieb und ist seitdem als Unternehmerin tätig. Sie führt den Betrieb Lehner Leisten gemeinsam mit ihrem Mann, 1988 wurde das Unternehmen in das Industriegebiet Persenbeug verlegt.
Seit 2010 arbeitet Herta Mikesch zusätzlich als Unternehmenscoach und freie Rednerin.

## Politik
Herta Mikesch war von 1990 bis 1992 Mitglied des Gemeinderates von Marbach und ist seit 1999 Hauptbezirksgruppenobfrau des Österreichischen Wirtschaftsbundes Melk. Von 2003 bis 2008 vertrat sie die ÖVP als Kandidatin von „Frau in der Wirtschaft“ im Nationalrat. Schwerpunkte ihre politischen Arbeit waren nach eigenen Angaben der ländliche Raum, Klein- und Mittelbetriebe, Frauen und Sport.

## Privates
Herta Mikesch wurde als dritte Tochter einer Unternehmerfamilie geboren, ihre Eltern bekamen später noch einen Sohn. Sie war in ihrer Jugend Skirennläuferin und engagierte sich nach dem Ende ihrer Karriere als Sportfunktionärin. Im Jahr 2005 wurde sie als Nachfolgerin des verstorbenen Präsidenten des NÖ-Landesskiverbandes gewählt. 
Herta Mikesch ist seit 1981 verheiratet und hat einen Sohn und eine Tochter. 
Derzeit bekleidet sie das Amt der Präsidentin des Soroptimist-Clubs Melk Colomania. 